# Alexandre Promio
Alexandre Jean Louis Promio (acreditado a veces como Eugene Promio) (Lyon, 9 de julio de 1868 - 24 de diciembre de 1927) fue un operador de cámara de los hermanos Lumière, y uno de los pioneros de la cinematografía mundial.
Generalmente se considera que hizo el primer travelling de la historia del cine. En 1896, llevó a cabo su idea de colocar su cámara en una góndola en movimiento. Ello dio como resultado Panorama del Gran Canal visto desde una embarcación (Panorama du Grand Canal vu d'un bateau), rodada en Venecia.
En activo desde 1896, tuvo ocasión de rodar muchos acontecimientos históricos, como la Guerra Greco-Turca o el funeral de la reina Victoria. También fue uno de los primeros teóricos del cine.
Se le considera además el primero en rodar películas en España: Puerta del Sol, Maniobras de la artillería en Vicálvaro, Salida de los alabarderos de Palacio y Salida de las alumnas del Colegio de San Luis de los Franceses, probablemente exhibidas el mismo día de la presentación del cinematógrafo en España, el 14 de mayo de 1896 en el Hotel Rusia de la madrileña Carrera de San Jerónimo.